# Hinvi
Hinvi ist eine Stadt und ein Arrondissement im Departement Atlantique in Benin. Es ist eine Verwaltungseinheit, die der Gerichtsbarkeit der Kommune Allada untersteht.

## Demografie und Verwaltung
Gemäß der Volkszählung von 2013 hatte Hinvi 5160 Einwohner, davon waren 2477 männlich und 2683 weiblich.
Das Arrondissement setzt sich aus fünf Dörfern zusammen:
1. Aligoudo
2. Dovo
3. Tanga
4. Tanga-Tôdo
5. Zoungbomey